# Тринус Констянтин Федорович
Тринус (Трінус) Костянтин Федорович — український вчений у галузі невроотології, доктор медичних наук, професор приватного навчального закладу «Академія медицини та екології», професор Вюрцбурзького університету в Німеччині, керівник «Лабораторії головокружіння» при ДП «Санаторій „Конча-Заспа“».
З 1982–1985 рр. Костянтин Федорович вивчав вестибулярний апарат у групі «Блискавка» (рос. «Молния») на базі Київського інституту отоларингології. Вчений був одним із перших у СРСР, хто взявся за дослідження цієї проблематики.
У 2004 р. з травня по червень вперше в Україні на базі Київської медичної академії післядипломної освіти ім. П. Л. Шупіка Тринус К. Ф. прочитав цикл вдосконалення для лікарів спеціальності «Невроотологія».
Вчений неодноразово відвідував Німеччину, Францію, США, Канаду, Болгарію, Чехію, Польщу, Росію, Білорусь як лектор та науковий працівник за програмою обміну спеціалістами.
У «Лабораторії запаморочення» український вчений досліджує головний біль за допомогою як класичних, так і власних авторських тестів. Діагностична технологія лабораторії має на меті визначити тип головного болю для того, щоб з особливим підходом підійти до його лікування.
30 січня 2013 року у Золотій залі Національної науково-медичної бібліотеки відбулася врочиста презентація та передача до бібліотеки монографії Костянтина Тринуса «Вестибулярна система» (Vestibular system). У монографії, зокрема, подається опис та відмінності типів головокружіння, які виділив український учений.

## Цікаві факти
- Батьком Костянтина Тринуса є видатний український фармацевт Федір Петрович Трінус, який впровадив у клінічну та ветеринарну практику низку лікарських препаратів (Амізон, Піримідант) та антидоти (Антиціан, Алоксим).
- Прізвища вченого оповите легендою. Вона розповідає про вояку-козака, якому розрубали ніс натроє. Побачивши його, гетьман вигукнув: «Тринус!». Так і прозвався козак.